# Servei de Política Lingüística d'Andorra
El Servei de Política Lingüística és una organització del Govern d'Andorra que té com a objectiu fer millorar el grau de coneixement del català de la població andorrana i augmentar-ne l'ús. Fou creat el 1988 amb el nom d'Assessorament Lingüístic. Algunes de les seves activitats són:
- l'assessorament en correcció de textos i documents del Govern així com consultes lingüístiques;
- la dinamització de la llengua mitjançant campanyes de conscienciació i foment del seu ús;[1]
- la promoció del català entre els joves;
- la publicació de documents destinats a augmentar la competència lingüística;
- la modernització de la documentació administrativa;
- la creació de propostes legislatives, entre les quals la Llei d'ordenació de la llengua oficial;
- l'obtenció d'informació en sociolingüística; i
- la realització d'estudis lexicogràfics i terminològics[2]

El Servei, a més, ofereix una beca per dur a terme estudis d'investigació relacionats amb la llengua catalana, i és on s'adrecen les queixes per l’incompliment de la Llei del català en empreses i serveis.

## Centres d'autoaprenentatge
Els Centres d'Autoaprenentatge Andorra ofereixen possibilitats d'aprendre català. En els centres hi ha biblioteques dels diccionaris i llibres, uns ordinadors amb programari d'aprendre català. Una professora de català està present sempre. Grups de conversació durà a terme regularment. Totes les parròquies tenen un centre al seu comú principal: disposa de centres a Canillo, Encamp, Pas de la Casa, la Massana i Escaldes-Engordany.